# Kēlen
Kēlen (pronunciat ['keː.len]) és una llengua artificial artística creada per Sylvia Sotomayor, i que té com a objectiu semblar molt aliena al llenguatge humà, violant la llei lingüística universal segons la qual totes les llengües necessiten tenir verbs.
En llengua Kēlen s'utilitzen quatre noms anomenats relacionals que fan la funció de verb però sense el component semàntic. Tot i això, el component semàntic d'alguns verbs comuns, com són els primaris semàntics (és a dir conceptes que són entesos de forma innata, però no es poden expressar en termes més simples), també és present en llengua Kēlen; per aquest motiu no queda clar si realment es pot considerar un llenguatge sense verbs.
Tot i la gramàtica complexa que implica una llengua absent de verbs, Kēlen és una llengua expressiva i intel·ligible. Segons l'autora, es pot considerar una llengua natural que conserva intactes tots els altres principis lingüístics. De fet, alguns texts escrits en Kēlen han estat traduïts a altres idiomes per diferents autors.

## Fonologia
|           | Labial | Dental | Sibilant | Palatal | Velar |
| --------- | ------ | ------ | -------- | ------- | ----- |
| Nasal     | m      | n      |          | ñ /ɲ/   | ŋ     |
| Oclusiva  | p      | t      | s        | c       | k     |
| Fricativa | w /ɸ/  | þ /θ/  | x /ʃ/    | j /ç/   | h /x/ |
| Lateral   |        | l      |          | λ /ʎ/   |       |
| Vibrant   |        | r      |          |         |       |

Sylvia col·loca la [s] al grup de les oclusives tot i no ser-ho, perquè en l'univers del llenguatge Kēlen representa que prové d'un so africat [ts] que va acabar sent fricatiu excepte en alguns dialectes i, per tant, encara té un comportament oclusiu, excepte quan apareix abans d'una altra consonant oclusiva.
Les consonants nasals, vibrants i la lateral dental també tenen forma geminada, però aquests dobles sonorants no es consideren fonemes a part. De fet, el vocabulari de Kēlen inclou molts d'exemples de consonants dobles formades per una consonant que apareix a la coda d'una síl·laba i a l'atac de la següent, i sempre entre dues vocals.
|         | Anterior | Central | Posterior |
| ------- | -------- | ------- | --------- |
| Tancada | i        | y /ɨ/   | u         |
| Tancada | ī /iː/   |         | ū /uː/    |
| Oberta  | e        | a       | o         |
| Oberta  | ē /eː/   | ā /aː/  | ō /oː/    |

|    | -e        | -o       |
| -- | --------- | -------- |
| i- | ie /je/   |          |
| i- | iē- /jeː/ |          |
| a- | ae /aj/   | ao /aw/  |
| a- | āe /aːj/  | āo /aːw/ |

Kēlen té un sistema de cinc vocals bàsic amb un component de llargada addicional, excepte una vocal marginal [y] que només apareix en alguns dialectes.

### Estructura sil·làbica
Kēlen utilitza una estructura sil·làbica (C)V(C), i només algunes de les combinacions de consonants són possibles:
|    | -# | -m | -n | -ñ | -ŋ | -p | -t | -s | -c | -k | -w | -þ | -x | -j | -h | -l | -λ | -r |
| -- | -- | -- | -- | -- | -- | -- | -- | -- | -- | -- | -- | -- | -- | -- | -- | -- | -- | -- |
| #- |    | #m | #n | #ñ | #ŋ | #p | #t | #s | #c | #k | #w | #þ | #x | #j | #h | #l | #λ | #r |
| m- | m# | mm |    |    |    | mp |    | ms |    |    |    |    |    |    |    | ml |    | mr |
| n- | n# | nm | nn | nñ | nŋ | np | nt | ns | nc | nk | nw | nþ | nx | nj | nh | nl | nλ | nr |
| ñ- | ñ# |    |    | ññ |    |    |    |    |    |    |    |    |    |    |    |    |    |    |
| ŋ- |    |    |    |    | ŋŋ |    |    |    |    |    |    |    |    |    |    |    |    |    |
| p- |    |    |    |    |    | pp |    |    |    |    |    |    |    |    |    |    |    | pr |
| t- |    | tm |    |    |    |    | tt |    |    |    |    |    |    |    |    | tl |    | tr |
| s- |    |    | sn |    |    | sp | st | ss |    | sk |    |    |    |    |    |    |    | sr |
| c- |    |    |    |    |    |    |    |    | cc |    |    |    |    |    |    |    |    |    |
| k- |    |    |    |    |    |    |    |    |    | kk |    |    |    |    |    |    |    |    |
| w- | w# |    |    |    |    |    |    |    |    |    | ww |    |    |    |    |    |    | wr |
| þ- | þ# |    |    |    |    |    |    |    |    |    |    | þþ |    |    |    |    |    |    |
| x- |    | xm |    |    |    |    | xt |    |    | xk |    |    | xx |    |    | xl |    | xr |
| j- |    |    |    |    |    |    | jt |    |    |    |    |    |    |    |    |    |    |    |
| h- |    |    |    |    |    |    |    |    |    |    |    |    |    |    | hh |    |    |    |
| l- | l# | lm | ln | lñ | lŋ | lp | lt |    |    | lk | lw |    | lx |    | lh | ll |    | lr |
| λ- |    |    |    |    |    |    |    |    |    |    |    |    |    |    |    |    |    |    |
| r- | r# | rm | rn |    |    | rp | rt | rs |    |    | rw | rþ | rx | rj | rh | rl |    | rr |

## Escriptura

Text en alfabet cerimonial entrellaçat on s'hi pot llegir "WIKICOMMONS". En blanc la corda principal, en blau la secundària, i en gris fragments d'ompliment que no formen part del recorregut.

A part de la romanització descrita a la secció de fonologia, Kēlen també inclou dos sistemes d'escriptura originals.

### Escriptura principal
L'escriptura estàndard o principal correspon a un alfabet amb una semblança superficial al devanagari, on totes les lletres surten d'una línia horitzontal contínua. També existeix una variant que enclosa el text dins d'un requadre delimitat per aquesta línia contínua. A més, inclou caràcters que corresponen a la versió llarga, a geminacions o a diftongs, però s'engloben dins de la lletra principal.
El seu disseny és bastant funcional; les fricatives són com les oclusives però amb una barra vertical addicional, els marcadors inferiors indiquen la geminació o versió allargada del so, i els superiors indiquen la posició de la llengua a l'articulació de sons del mateix grup. De manera opcional es pot incloure un punt entre paraules, i per indicar el final de frase s'utilitzen dos punts, sempre mantenint la línia contínua.
|           | Labial | Dental | Sibilant | Palatal | Velar |
| --------- | ------ | ------ | -------- | ------- | ----- |
| Nasal     |        |        |          |         |       |
| Oclusiva  |        |        |          |         |       |
| Fricativa |        |        |          |         |       |
| Lateral   |        |        |          |         |       |
| Vibrant   |        |        |          |         |       |

Nota: La lletra corresponent a la vibrant palatal en realitat fa referència a la conjunció [rj].

### Alfabet cerimonial entrellaçat
Es descriu a partir d'una corda o patró, i els encreuaments per sota o per sobre en ella mateixa o en una corda secundària són el que en defineix el significat, començant a llegir per la part inferior dreta i en ordre antihorari. A més, sol formar un cicle tancat. Aquest alfabet és representat en estendards i teles de forma cerimonial, amb textos en referència a les seves creences.

### Relació entre les escriptures
A continuació s'inclou una taula en ordre segons l'alfabet estàndard, i amb el seu equivalent cerimonial en corda i patró amb cada caràcter tal com es llegiria des de l'extrem inferior dret.
| Lletra | St.                 | Nom             | Caràcter | Corda | Patró |
| ------ | ------------------- | --------------- | -------- | ----- | ----- |
| a      |                     |                 |          |       |       |
| a      | a                   |                 |          |       |       |
| ā      | ā                   |                 |          |       |       |
| ae     | ae                  |                 | -        | -     |       |
| āe     | āe                  |                 | -        | -     |       |
| ao     | ao                  |                 | -        | -     |       |
| āo     | āo                  |                 | -        | -     |       |
| e      |                     |                 |          |       |       |
| e      | e                   |                 |          |       |       |
| ē      | ē                   |                 |          |       |       |
| o      |                     |                 |          |       |       |
| o      | o                   |                 |          |       |       |
| ō      | ō                   |                 |          |       |       |
| i      |                     |                 |          |       |       |
| i (y)  | i                   |                 |          |       |       |
| ī      | ī                   |                 |          |       |       |
| ie     |                     |                 |          |       |       |
| ie     | ie                  |                 |          |       |       |
| iē     | iē                  |                 |          |       |       |
| u      |                     |                 |          |       |       |
| u      | u                   |                 |          |       |       |
| ū      | ū                   |                 |          |       |       |
| l      |                     |                 |          |       |       |
| l      | jatāna              |                 |          |       |       |
| ll     | jatāna jōma         |                 |          |       |       |
| λ      | jatāna jūsne        |                 | -        | -     |       |
| ñ      |                     |                 |          |       |       |
| ñ      | jahīña jūsne        |                 |          |       |       |
| ññ     | jahīña jūsne jōma   |                 |          |       |       |
| t      | t                   | japōha japīra   |          |       |       |
| n      |                     |                 |          |       |       |
| n      | jahīña japīra       |                 |          |       |       |
| nn     | jahīña japīra jōma  |                 |          |       |       |
| k      | k                   | japōha jakōλa   | o        |       |       |
| þ      | þ / th              | jakōrja japīra  |          |       |       |
| m      |                     |                 |          |       |       |
| m      | jahīña japiēxa      |                 |          |       |       |
| mm     | jahīña japiēxa jōma |                 |          |       |       |
| ŋ      | jahīña jakōλa       |                 | -        | -     |       |
| ŋŋ     | jahīña jakōλa jōma  |                 | -        | -     |       |
| c      | c                   | japōha jūsne    | o        |       |       |
| s      | s                   | japōha jaxīwa   |          |       |       |
| p      | p                   | japōha japiēxa  | o        |       |       |
| w      | w / ph              | jakōrja japiēxa | , o      |       |       |
| j      | j / ch              | jakōrja jūsne   | , o      |       |       |
| r      |                     |                 |          |       |       |
| r      | jatāna jarūsa       |                 |          |       |       |
| rr     | jatāna jarūsa jōma  |                 |          |       |       |
| rj     | jatāna jarūsa jūsne |                 | -        | -     |       |
| x      | x / sh              | jakōrja jaxīwa  |          |       |       |
| h      | h / kh              | jakōrja jakōλa  | , o      |       |       |

## Gramàtica

### Relacionals
Kēlen té quatre relacionals, que actuen com a substituts dels verbs.
El relacional d'existència és la, similar al verb "ser". Té un passat te i un negatiu wa.
| la x      | x existeix           |
| la x y    | x és y               |
| la x ñe y | x és el mateix que y |

El relacional de canvi és ñi, similar al verb "causar". S'utilitza amb ā per indicar que una cosa n'ha causat una altra intencionalment, o bé amb tō si és sense intenció.
| ñi x       | x existeix ara           |
| ñi x y     | x ara és y               |
| ñi x ā y   | y ha fet que x existeixi |
| ñi x y ā z | z ha fet que x passi a y |

El relacional transacional és se, similar al verb "donar". També significa "parlar", en el sentit de "donar paraules", i s'utilitza per introduir un tema.
| se.x.y z | x dona z a y   |
| se.x y   | x experencia y |
| se x     | x s'introdueix |

L'últim relacional és pa i vol dir "tenir".
| la x pa y | x té y |
| pa x y    | x té y |